# Andreas Gursky
Andreas Gursky (Leipzig, 15 januari 1955) is een Duitse fotograaf. Hij is bekend vanwege zijn vaak symmetrische en bewerkte foto's, onder andere van Dance Valley Festival in Spaarnwoude (1995). De foto Rhein II bracht in november 2011 4,3 miljoen dollar op; hoogste bedrag ooit voor een foto betaald tot december 2014.

## Biografie
Andreas Gursky groeide op in het Ruhrgebied. Hij stamt uit een familie van beroepsfotografen. Tussen 1978-1981 studeerde hij aan de Folkwangschule in Essen. Tussen 1981-1987 studeerde hij aan de kunstacademie in Düsseldorf bij Bernd Becher. In 1985 werd hij uitgeroepen tot zijn beste leerling.
In 1988 wisselde hij van klein naar groot formaat foto’s. Zijn foto’s zijn soms opgerekt tot 7m². In 1992 is hij begonnen met het digitaal manipuleren van zijn foto’s. De werkelijkheid wordt niet meer getrouw weergegeven. Volgens de fotograaf in een interview moet de betekenis van de foto’s onduidelijk blijven; het is in ieder geval geen architectuur- of maatschappijkritiek.
De uitwerking op de toeschouwer zijn het onderwerp van Gursky. Van een afstand zijn de foto’s overweldigend, maar van dichtbij ook gedetailleerd. De foto’s zijn meestal vanuit een ongewoon standpunt, soms vanuit een kraan, soms vanuit een helikopter. Typerend voor Gursky's werk is het meestal ontbreken van een middelpunt.
Gurksky reisde onder andere door Noord-Korea om foto’s te maken. Hij publiceert tien foto’s per jaar, in een oplage van zes per foto.

## Tentoonstellingen
- 1989 Museum Haus Lange, Krefeld; Centre Genevois de Gravure Contemporaine, Genève, Zwitserland
- 1992 Kunsthalle Zürich, Zwitserland
- 1994 Deichtorhallen, Hamburg; De Appel Foundation, Amsterdam, Nederland; Kunstmuseum Wolfsburg
- 1995 Portikus Frankfurt; Rooseum, Malmö, Zweden; Tate Gallery Liverpool, Verenigd Koninkrijk
- 1997 Saatchi Gallery, Boundary Road, Londen
- 1998 Kunsthalle Düsseldorf; Kunstmuseum Wolfsburg; Fotomuseum Winterthur, Zwitserland; Milwaukee Art Museum, Milwaukee, Verenigde Staten; Museum of Contemporary Arts, Houston, VS
- 1999 Scottish National Gallery of Modern Art, Edinburgh, Verenigd Koninkrijk; Castello di Rivoli, Turijn, Italië
- 2000 Sprengel-Museum, Hannover; Galerie für Zeitgenössische Kunst, Leipzig; Busch-Reisinger Museum, Havard University, Cambridge, VS
- 2001 Museum of Modern Art, New York; Museum of Contemporary Art, Chicago, VS; Centro de Arte Reina Sofia, Madrid, Spanje; Centre Georges Pompidou, Parijs, Frankrijk
- 2003 San Francisco Museum of Modern Art, San Francisco, VS
- 2005 Kunstmuseum Wolfsburg; Fundacion Juan March, Madrid, Spanje
- 2007 Haus der Kunst München, Duitsland
- 2007 Monica Sprüth Philomene Magers, Londen, Verenigd Koninkrijk
- 2007 Istanbul Museum of Modern Art, Istanbul, Turkije
- 2007/8 Sharjah Art Museum, Sharjah, Verenigde Arabische Emiraten